# مدام دو كايلا
زوي فيكتوار تالون، كونتيسة كايلا أو المدام دو كايلا (بالفرنسية: Zoé Victoire Talon, Comtesse du Cayla) (25 أغسطس 1785 - 19 مارس 1852)، كانت صديقة مقربة للملك لويس الثامن عشر وعشيقته الرئيسية. كانت ابنة أحد أفراد الأسرة المالكة، أنطوان أومير تالون، تلقت تعليماً خاصاً وسجلتها مربيتها مدام كامبان، في الأكاديمية الدبلوماسية النسائية. تزوجت من الكونت باسكي دو كايلا، وأنجبت منه طفلين في عام 1802. قبل أن تنفصل عن زوجها بعد نزاع طويل، الأمر الذي لفت انتباه لويس الثامن عشر إليها، والذي ناشدته شخصياً للحماية من زوجها. تمكنت مع ذلك من الاحتفاظ بثقة حماتها، وهي وصيفة كونتيسة بروفنس، التي أصبحت لاحقاً ملكة فرنسا الفخرية. في بلاط بوربون التي تم ترميمها، كانت المدام دو كايلا أيضاً محمية للنائبة سوستينيس دي لا روشفوكالد ومنذ حوالي عام 1817، في البداية بتكتم شديد، أصبحت السبيل الرئيسي الذي من خلاله تمكنت على إغراء الملك لويس الثامن عشر بها، الذي أعطاها هدايا فخمة للكونتيسة كايلا، على الرغم أنها لم تكن عشيقته.